# Frédéric Paul Moreau

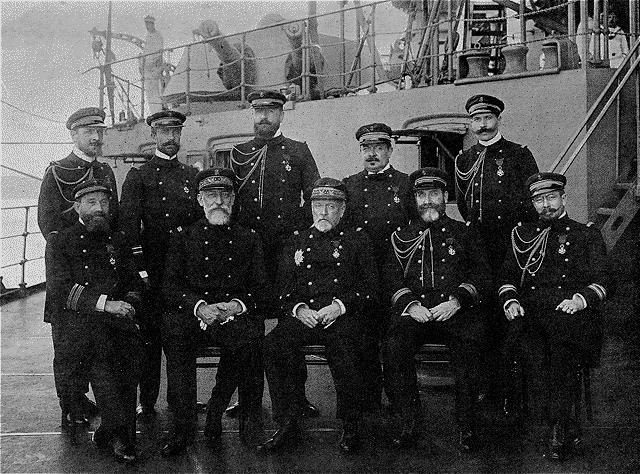
Assis de gauche à droite André Fouet, Moreau, amiral Louis de Marolles, Amet et Richard.

Frédéric Paul Moreau (Paris, 14 février 1858-Neuilly-sur-Seine, 1er mars 1929) est un officier de marine français. Il termine sa carrière au grade de vice-amiral et Grand officier de la Légion d'honneur

## Biographie
Frédéric Paul Moreau est le fils de François Armand Moreau (1823-1881) et de Sara Labbé de Montais (1835-1918). Il est le petit-fils de François-Joseph Moreau.

### Carrière dans la Marine
Entré dans la marine en 1874, il est Aspirant le 5 octobre 1877 à l' Arsenal de Toulon. Il est nommé à bord du cuirassé Victorieuse, le 1er janvier 1879 dans la division navale du Pacifique sous les ordres du Commandant Philippe Baucheron de Boissoudy, et participe aux opérations en Nouvelle-Calédonie, à la suite de la révolte des Canaques.
Le 5 octobre 1879 il est promu Enseigne de vaisseau, et passe sur le Hugon, toujours dans la division navale du Pacifique. Il passe le 1er janvier 1881 sur la canonnière Surprise, canonnière, de la division navale de Cochinchine sous les ordres du commandant Édouard Blot, et en 1883 il est Second  sur la Hyène dans les mêmes eaux en compagnie d'Albert Frot (1862-1918), et Charles Antoine Fontaine (1864-1943) enseignes de vaisseau, sous le commandement du commandant Aristide Bernard. Le 24 mai 1884 il est promu Lieutenant de vaisseau et devient Officier d'ordonnance du Ministre de la Marine.
Promu au grade de contre-amiral le 8 mars 1911, vice-amiral le 27 août 1915. De mars à octobre 1915 il présida le Comité de restriction des approvisionnements et du commerce de l'ennemi, commission interministérielle chargée de piloter le blocus des Empires centraux et pour cela commande la troisième escadre qui ancre en baie de Salonique. Il obtint le poste de préfet maritime de Brest le 27 août 1915 et entra en fonction le 5 septembre. Il est fait Grand officier de la Légion d'honneur le 12 juillet 1918.

## Mariage et descendance
Il épouse Marie-Thérèse Meyer (1859-1943) en 1883 et de leur union naît :
- Jacques Hector Charles Moreau ;
- Isabelle Moreau ;
- Marthe Marie Pauline Moreau ;
- Jean Marie Moreau ;
- André Moreau.